# Sherghati
Sherghati is een notified area in het district Gaya van de Indiase staat Bihar. 
In deze plaats viel in 1865 een meteoriet van ongeveer 5 kilogram, die naar later bleek afkomstig was van de planeet Mars. Deze werd de Shergotty-meteoriet genoemd; Shergotty was de naam van de plaats onder Brits bestuur. Deze meteoriet heeft zijn naam gegeven aan de shergottieten, een groep van zeldzame meteorieten afkomstig van Mars.

## Demografie
Volgens de Indiase volkstelling van 2001 wonen er 32.358 mensen in Sherghati, waarvan 53% mannelijk en 47% vrouwelijk is. De plaats heeft een alfabetiseringsgraad van 56%. 